# 16714 Арндт
16714 Арндт (1995 SM54, 1996 YK1, 16714 Arndt) — астероїд головного поясу, відкритий 21 вересня 1995 року.
Тіссеранів параметр щодо Юпітера — 3,295.